# Uranotaenia ototomo
Uranotaenia ototomo är en tvåvingeart som beskrevs av Cunha Ramos 1993. Uranotaenia ototomo ingår i släktet Uranotaenia och familjen stickmyggor. Inga underarter finns listade i Catalogue of Life.